# Matthias Karger
Matthias Karger (* 10. Mai 1982 in Friedrichshafen) ist ein deutscher Volleyball- und Beachvolleyballspieler.

## Karriere Halle
Karger begann erst mit 16 Jahren mit dem Hallenvolleyball in seiner Heimatstadt bei der TSG Ailingen und spielte später beim VfB Friedrichshafen und beim TSV Bad Saulgau. 2001/02 spielte der Mittelblocker in der Regionalliga West in der zweiten Mannschaft des SV Bayer Wuppertal. Nach dem Ende seiner Beachkarriere war er 2006/07 beim TSV Germania Windeck aktiv.

## Karriere Beach
Karger war seit 1999 auch im Beachvolleyball aktiv. An der Seite von Maarten Lammens wurde er 2000 U20-Europameister in Nürnberg, belegte 2001 Platz fünf bei den U21-Weltmeisterschaften in Le Lavandou (Frankreich) und gewann 2002 Bronze bei den U21-Weltmeisterschaften in Catania (Italien). Karger/Lammens spielten bis 2003 auch auf nationalen Turnieren und gewannen 2004 Bronze bei der Studenten-WM in Thailand. 2004 bildete Karger mit Florian Huth ein Duo. 2005 startete er u. a. mit Drazen Slacanin.